# 金装镇
金装镇，是中华人民共和国广东省肇庆市封开县下辖的一个乡镇级行政单位。

## 行政区划
金装镇下辖以下地区：
金装社区、仁厚村、安靖村、水石村、开祥村、大林村、新圩村、万安村、大田村、望高村、大府村和民益村。